# Aconitum plicatum
Aconitum plicatum är en ranunkelväxtart. Aconitum plicatum ingår i släktet stormhattar, och familjen ranunkelväxter.

## Underarter
Arten delas in i följande underarter:
- A. p. plicatum
- A. p. sudeticum
- A. p. clusianum

## Bildgalleri

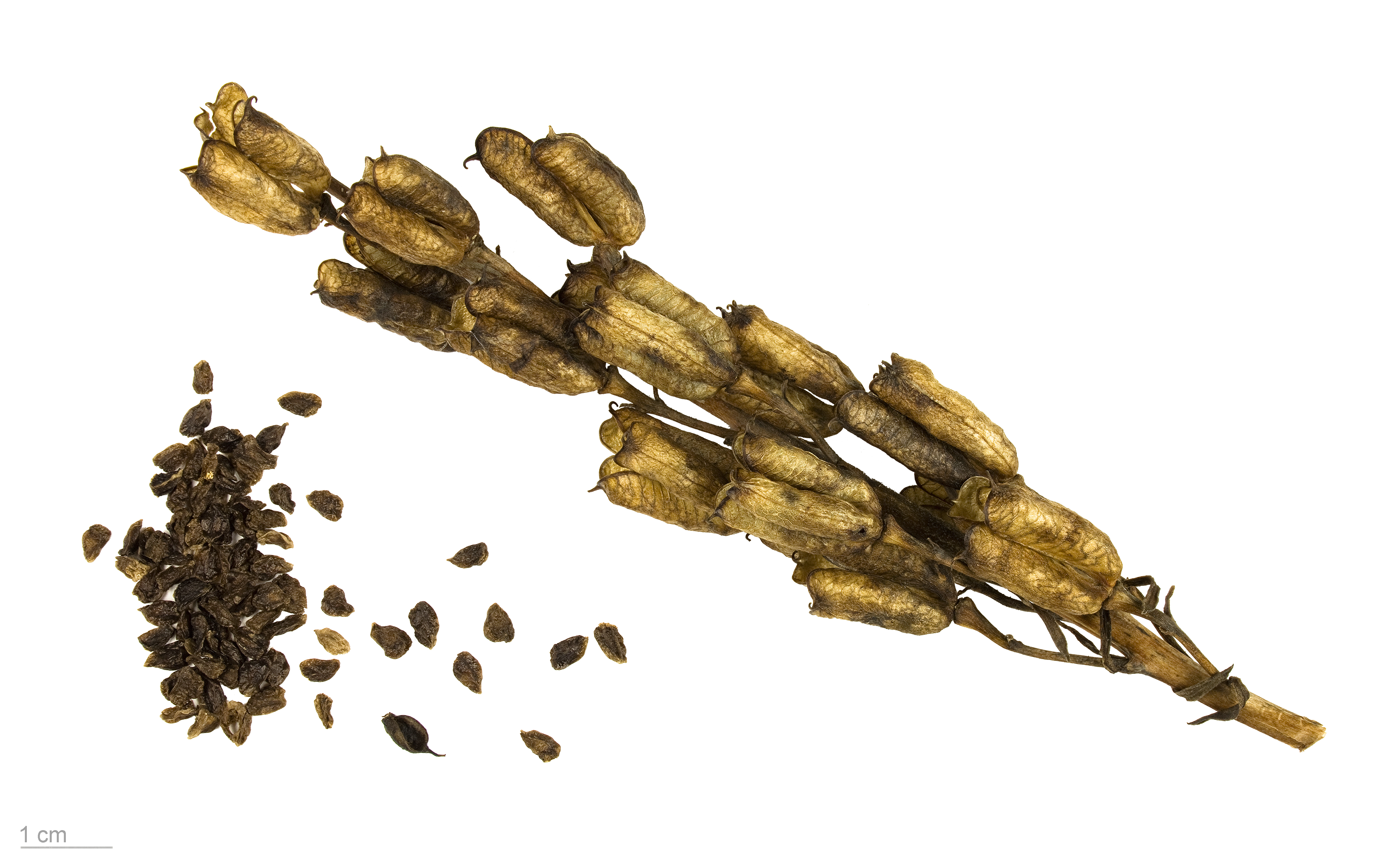